# Verasper moseri
Espèce
Verasper moseri est une espèce de poissons plats du genre Verasper, on peut le retrouver dans le pacifique nord jusqu'à 900 m de profondeur.